# Nemesio Tamayo
Nemesio Tamayo Bedarona (Bilbao, España, 20 de febrero de 1907-León, México, 21 de agosto de 1991) fue un futbolista español de nacimiento, aunque hecho futbolísticamente en Chile, ya que emigró allí con apenas 15 años.
Jugó en la posición de defensa para el Athletic Club en España; Unión Española, Colo-Colo y Audax Italiano en Chile, y Real Club España de México. Como técnico, dirigió entre otros en México al Club Deportivo Guadalajara, al Club León, San Sebastián, Club Irapuato, Real Club España, Selección Jalisco, etc.

## Trayectoria

### Como futbolista
En sus inicios, Tamayo destacó con equipos chilenos como el Unión Española y el Audax Club Sportivo Italiano. En 1933, ya tenía su nacionalidad chilena, pero no se tiene registro de que haya participado en el primer campeonato chileno organizado ese mismo año. Fue en ese año, 1933, cuando en México se interrumpió el torneo para jugar una serie internacional contra el Audax Italiano, siendo Tamayo defensa del equipo. Durante este viaje conoció a una mexicana, Josefina Vega, con quien formó una familia, por lo que se quedó a vivir en México, enrolándose con el Real Club España. 
El 1 de septiembre de 1934 fichó por el Athletic Club, gracias a un directivo (Luis Casajuana). Debutó el 14 de octubre de 1934, en un partido entre el Athletic Club y el Deportivo Alavés correspondiente al Campeonato Regional de 1934, en donde el Athletic de Bilbao perdió por marcador de 3-2. Debutó en Primera División, el 2 de diciembre de 1934, contra el Real Oviedo, juego que el Athletic ganó por 4-0. Jugó un segundo partido de liga, el 23 de diciembre de 1934, contra el Sevilla, el cual ganó el Athletic por marcador de 4-0. Aquel Athletic Club legendario (4 ligas y 4 Copas entre 1930 y 1936) contaba con jugadores de la talla de Blasco, Oceja, Urquizu, Cilaurren, Roberto, Muguerza, Iraragorri, Bata, Chirri II o Gorostiza.
En 1937 regresó a Chile, y defendió, por dos años, la camiseta del Colo-Colo con el que se proclamó campeón de Liga, siendo el primero de la institución en la liga nacional. Regresó a México, en 1940, para enrolarse con el Real Club España, donde hacía las funciones de entrenador-jugador, obteniendo el título de liga, siendo este el número 11 para la institución española. 

### Etapa posterior
En 1943 fue llamado para dirigir al Club Deportivo Guadalajara, convirtiéndose en el primer técnico que dirigió al Guadalajara en una liga. Entró en sustitución de Fausto Prieto, quien había dirigido al equipo en el torneo de Copa. Fue destituido de la institución rojiblanca al final de la temporada 1944-45. También estuvo como entrenador del equipo León, ciudad donde decidió quedarse a vivir después de viajar por diferentes ciudades y países.
Se caracterizó por tener un carácter fuerte y firme, el cual se reflejaba al cuidar a sus jugadores, dentro y fuera de la cancha. Algunas veces era tan estricto que el personalmente acudía a restaurantes, eventos o fiestas para sacar de ahí a sus futbolistas.
Cuando dirigía al Irapuato FC, en 1958, cuestionó al jugador Óscar Contreras por su bajo rendimiento en la cancha el cual le respondió con golpes e insultos. Días después los directivos freseros respaldaron a Nemesio y lo conservaron al mando del equipo como entrenador y dieron de baja por indisciplina al "Mono" Contreras.
Falleció en 1991 en la ciudad de León, Guanajuato, México.

## Clubes
| Club             | País   | Año         |
| ---------------- | ------ | ----------- |
| Audax Italiano   | Chile  | 1933        |
| Real Club España | México | 1933 - 1934 |
| Athletic Club    | España | 1934 - 1935 |
| Unión Española   | Chile  | 1936        |
| Colo-Colo        | Chile  | 1937 - 1938 |
| Real Club España | México | 1939 - 1940 |